# Multitudes
Multitudes è il sesto album in studio della cantautrice canadese Feist, pubblicato nel 2023.

## Tracce
Testi e musiche di Feist, eccetto dove indicato.
1. In Lightning – 3:24
2. Forever Before – 5:17
3. Love Who We Are Meant To – 3:55
4. Hiding Out in the Open – 3:20
5. The Redwing – 3:17
6. I Took All of My Rings Off – 3:55
7. Of Womankind – 3:51
8. Become the Earth – 4:15
9. Borrow Trouble – 4:04 (Feist, Mocky)
10. Martyr Moves – 3:25
11. Calling All the Gods – 3:47 (Feist, Todd Dahlhoff, Shahzad Ismaily)
12. Song for Sad Friends – 3:48

## Formazione
- Feist – voce (tutte le tracce), cori (1, 2, 5–9, 11, 12), batteria (1, 2, 6, 9, 12), chitarra elettrica (1, 2, 6, 8, 9, 11), tastiera (1, 4, 6, 12), flauto dolce (1, 10), basso (1), chitarra acustica (3–5, 7, 10, 12)
- Blake Mills – basso (1), batteria (6, 9)
- Gabe Noel – violoncello (1, 8), tastiera (2, 4, 10, 11), chitarra elettrica (4, 6, 7), basso (10, 12)
- Mocky – batteria (1, 8, 9), flauto dolce (1, 10), tastiera (3, 4, 8, 9), basso elettrico (4, 6, 9, 11), piano (10)
- Shahzad Ismaily – tastiera (1, 2, 5–8, 10, 11); cori, batteria, basso elettrico (11); organo (12)
- Todd Dahlhoff – tastiera (1, 4, 6–12), clarinetto (2, 7, 8, 10, 11), basso (5)
- Miguel Atwood-Ferguson – violino (1, 3, 7, 8)
- David Ralicke – sassofono baritono (2, 6, 9), sassofono tenore (2), flauto traverso (10)
- Amir Yaghmai – chitarra elettrica (2, 4), chitarra acustica (4, 8), chitarra classica (5), violino (6, 7, 9, 12), ottone (12)
- Chilly Gonzales – tastiera (2)
- Sarah K Pedinotti – cori, percussioni, samples (11)